# ジョナタン・ロペス・ロドリゲス
ジョナタン・ロペス・ロドリゲス（Jonathan Lopez Rodriguez, 1987年4月17日 - ）はスペイン・オビエド出身のサッカー選手。ポジションはディフェンダー。
登録名はジョニー・ロペス（Joni Lopez）である。

## 来歴
2006-07シーズン、19歳の若さでスポルティング・デ・ヒホンのトップチームデビューを飾る。その後2007-08シーズンは左サイドバック、セッターバックのバックアッパーとしてトップチームに帯同しプリメーラ・ディビシオン昇格を経験する。
しかしながら、2008-09シーズンをプリメーラ・ディビシオンで戦うに当たって戦力外となり、FCバルセロナの傘下であるFCバルセロナ・アトレティックへとレンタル移籍する。この移籍には、本人が尊敬するルイス・エンリケがチームの監督を務めていたことで本人が強く希望したといわれている。
契約が2010年6月末まで残っていることもあり、2008-09シーズン終了後は再びスポルティング・デ・ヒホンに戻っている。

## 所属クラブ
- スポルティング・デ・ヒホンB 2005-2010
- スポルティング・デ・ヒホン 2006-2010

→ FCバルセロナ・アトレティック (on loan) 2008-2009
- カンダスCF 2011